# Las mascotas maravilla
Las mascotas maravilla es una serie de televisión creada en asociación con Little Airplane Productions,Inc. y producida por Nick Jr. Se empezó a transmitir en Estados Unidos el 3 de marzo de 2006 y en Latinoamérica el 22 de octubre de 2007. 

## Historia y personajes
Las mascotas maravilla viven en un colegio para preescolares. Son Linny, un conejillo de indias, Ming Ming, una pata, y Tuck, una tortuga. Las mascotas se encargan de rescatar a animales pequeños que requieren de su ayuda (avisan que necesitan ayuda llamando a una especie de teléfono). Luego, las mascotas maravillas despiertan y arman su bote volador, mientras entonan diversas canciones que hablan del trabajo en equipo y la amistad. Al llegar al lugar de donde proviene la llamada de auxilio, usan todo su ingenio para encontrar la solución al problema (lo cual siempre logran), y terminan la aventura comiendo una rama de apio. Linny se encarga de repartirla entre los tres diciendo: "Esto merece un poco de apio."

## Reparto
| Personaje    | Actor de voz original | Actor de voz hispanoamericano                              | Actor de voz de España |
| ------------ | --------------------- | ---------------------------------------------------------- | ---------------------- |
| Linny        | Sofie Zamchick        | Andrea Pérez (T.1 y mitad de T.2) Miriam Aguilar           | Eba Ojanguren          |
| Tuck         | Teala Dunn            | Maximiliano Salgado (T.1) Miriam Aguilar (T.2 en adelante) | Nuria Marín Picó       |
| Ming-Ming    | Danica Lee            | Vanesa Silva Miriam Aguilar (2 episodios T.2)              | Rosa Romay             |
| Lobo y Ollie | -                     | René Pinochet                                              | -                      |

- Narración (Español): René Pinochet
- Dirección (Español): Rodrigo Diaz
- Estudios (Español): Doblajes Internacionales DINT